# تشارلز بابيج
تشارلز بابيج (بالإنجليزية: Charles Babbage)‏ (26 ديسمبر 1791 - 18 أكتوبر 1871) عالم رياضي وفيلسوف ومخترع ومهندس ميكانيكي بريطاني ابتكر مفهوم الحاسوب القابل للبرمجة، درس في جامعة كمبردج وهو صمم أول حاسبة وأسماها مكنة الفروق (Difference Engine). وعلى الرغم من أنها لم تستخدم إلا أن فكرتها كانت أساس اختراع الحاسوب. نال منحة من الحكومة من أجل تطوير تصميمه، وقد أنفق تلك المنحة مع جزء من ثروته ونجح باختراع آلة أفضل تضارع الحاسبات الحديثة. لكنه توفي دون إكمال آلتيه. يعتبر بابيج بمثابة مخترع الحاسوب الميكانيكي.

## بداية بابيج
كانت بداية بابيج طبيعية، فقد تلقى تعليمه في كامبردج وأثبت أنه بارع في الرياضيات. وقد تخرج في عام 1814، ثم حصل على الماجستير بعد ثلاث سنوات. وفي عام 1822 بدأ في وضع تصميم ما يمكن تسميته (أول آلة حاسبة في العالم). وحصل على دعم حكومي من الحكومة البريطانية بمبلغ 1500 جنيه استرليني في 1823 للبدء في مشروعه هذا. وقد سيطر هذا المشروع على فكر بابيج وعمله لمدة عشر سنوات تالية دون التوصل إلى الآلة المنشودة التي أطلق عليها اسم (الآلة الحسابية 1).
كان بابيج متحفزاً لتنفيذ المشروع. وكان يكره البديل المتوفر في حالة الفشل هذا المشروع، والبديل هو جداول حسابية كبيرة يعدها مختصون لمساعدة الناس على حل العمليات الحسابية المعقدة. لكن من يقوم بإعداد تلك الجداول هم من البشر المعرضون للخطأ. وكان بابيج مغرماً بالآلات، كما كان يعتقد أن الآلة يمكنها أن تكون دقيقة تماماً إذا تمكنا من جعلها تقوم بالعمليات الحسابية.

## الآلة التحليلية

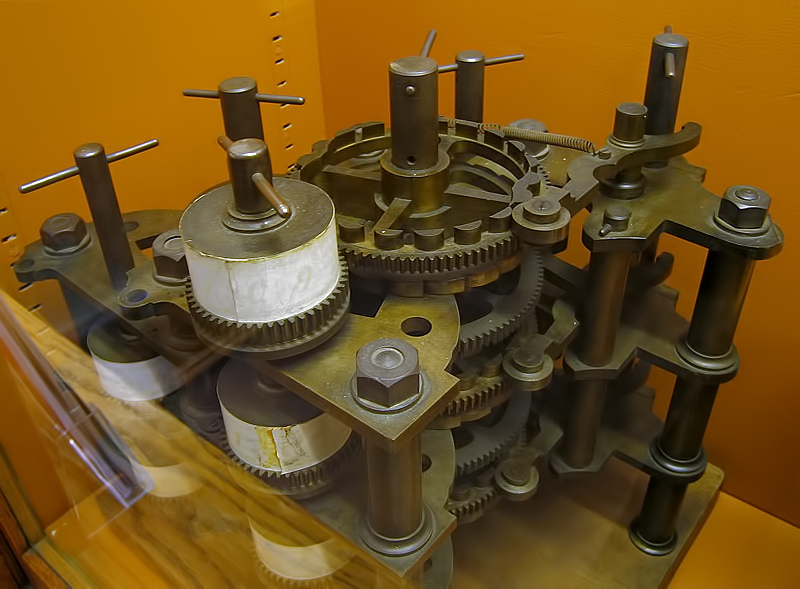
مكنة الفروق، وقد قام بتجميعها أحد أبنائه بعد وفاته معتمداً على الأجزاء التي وجدت في مختبره

بدأ صبر الحكومة البريطانية ينفذ عندما كان بابيج يعلن عن رغبته في بناء ما يمكن أن نعتبره (أول حاسب آلى قابل للبرمجة) أسماه بابيج (الآلة التحليلية). ولم تكن الآلة الجديدة مجرد آلة حسابية، فهي آلة متعددة الوظائف وتشبه الحاسب الآلى الحديث من حيث الاستخدام. وقد اعتمد في فكرة صناعة تلك الآلة على الكروت المثقوبة. وكانت هناك ذاكرة قادرة على تنفيذ تلك الأوامر وحفظ النتائج التي يُتَوَصَّلُ إليها. كما كان بها مكونات أخرى تشبه مكونات الحاسب الآلى في القرن العشرين. طلب بابيج من الحكومة مالاً لبناء هذه الآلة(الآلة التحليلية) بالرغم من الانتهاء من بناء هذه الآلة الأولى. وكان يرى أنه من المفيد والأوفر أن تُبْنَى آلة جديدة بدلاً من تعديل الآلة الأولى. وترددت الحكومة في تمويل المشروع، حيث كان بابيج قد أنفق 17000 جنيه إسترليني من المال العام على أعماله حتى ذلك الوقت. وكان بابيج مصراً على طلب المزيد من المال ويلح في ذلك. وقد علق رئيس الوزراء في ذلك الوقت ساخراً وقال :"إن آلة بابيج ستُستخدم لحساب الوقت الضائع في صناعتها."

## توقف التمويل

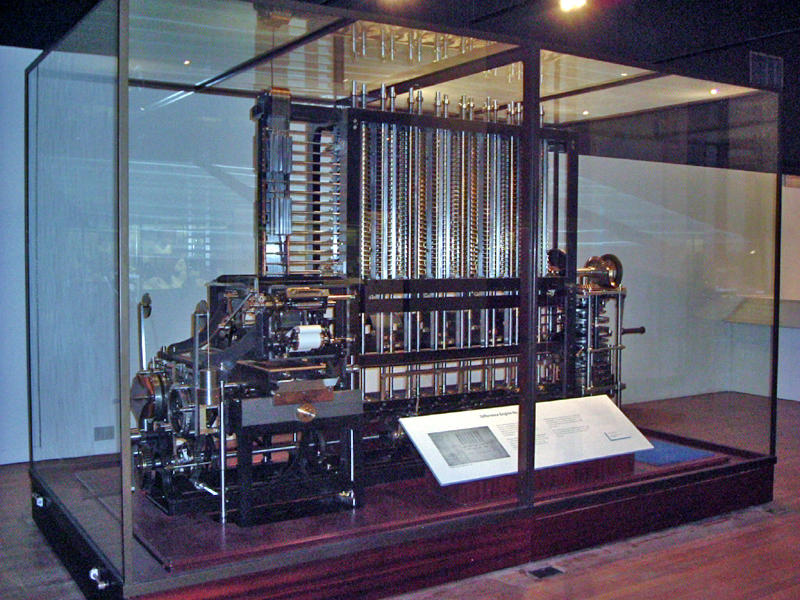
نسخة مطابقة من مكنة الفروق التي صممها شارلز بابيج موجودة في متحف لندن للعلوم

في عام 1842 أكدت الحكومة أنها ستتوقف عن تمويل مشروع بابيج (بالرغم من أنه كان متوقفاً فعلياً لمدة عشر سنوات). وأعلنت أنها لن تمول مشروعه الجديد بأى مال. حاول بابيج كثيراً أن يزيد التمويل لمشروعه خلال الخمسينيات من القرن التاسع عشر لكن المشروع لم يتحرك خطوة واحدة بعد مرحلة وضع التصميمات. وخلال تلك الفترة كان بابيج قد وضع تصميمات (الآلة الحسابية رقم 2)، وكانت أقل تعقيداً وأصغر حجماً. فطولها كان ستة أقدام ونصف بدلاً من ثمانية. لكن لم يكن هناك أي تمويل من الحكومة أيضاً، ولم يحدث أي تقدم بعد مرحلة وضع التصميمات.
أما مصير بابيج فكان غريباً غير متوقع، فبعدما فشل في تنفيذ جهازه الذي حلم به، ترك عالم العلم والعلماء وتفرغ للمراهنة في سباقات الخيل.
وعرفاناً بما قام به بابيج في وقت لم يلق فيه قبولاً ولا مساندة من الحكومة البريطانية، قام فريق من متحف لندن للعلوم بصنع نسخة مطابقة للتصميمات التي وضعها بابيج للآلة الحاسبية رقم2 و شُغِّلَت في عام 1991، وذلك في الاحتفال بمرور قرنين على مولده.

## روابط خارجية
- تشارلز بابيج على موقع الموسوعة البريطانية (الإنجليزية)
- تشارلز بابيج على موقع إن إن دي بي (الإنجليزية)